# Stiftsgården

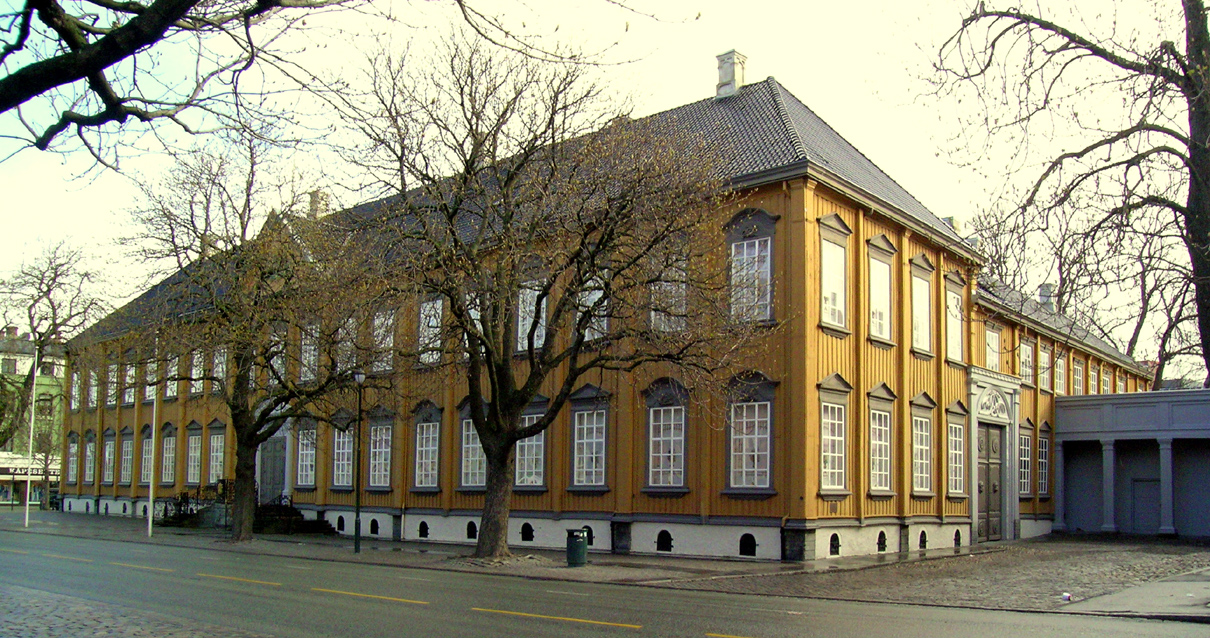
Stiftsgården

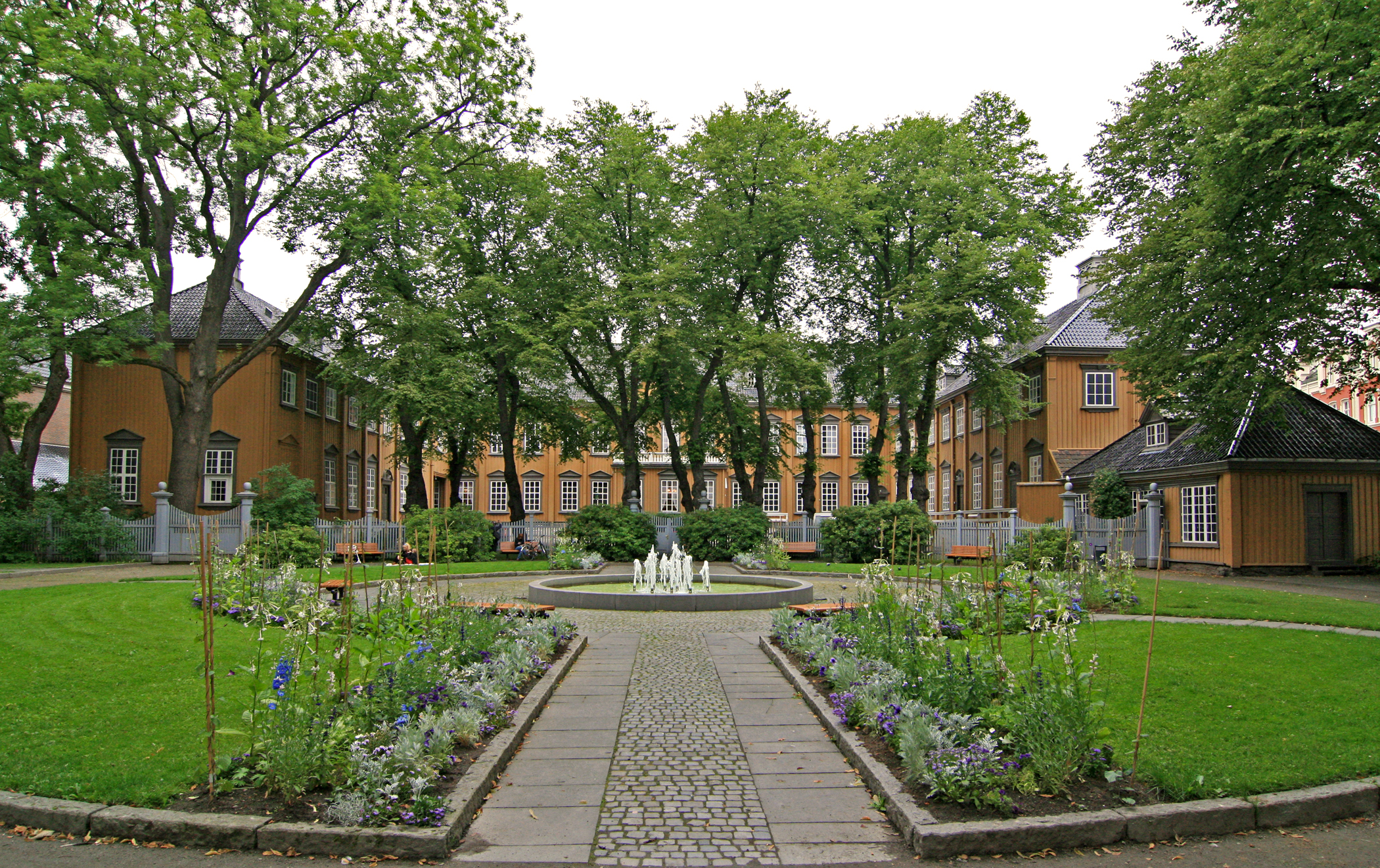
Het park

Stiftsgården is de koninklijke residentie van de koning van Noorwegen in Trondheim.
Het is het grootste houten paleis in Scandinavië. De koning van Noorwegen resideert hier nog steeds als hij de stad bezoekt. De tuin achter het paleis, met een centrale fontein, is in gebruik als stadspark voor bezoekers.